# Motešice
Motešice (em húngaro: Motesic) é um município da Eslováquia, situado no distrito de Trenčín, na região de Trenčín. Tem 17,39 km² de área e sua população em 2018 foi estimada em 803 habitantes.

## Demografia
| Ano:        | 1994 | 2004    | 2014   | 2024   |
| ----------- | ---- | ------- | ------ | ------ |
| Broj ljudi: | 1024 | 811     | 796    | 779    |
| Razlika:    |      | -20,80% | -1,84% | -2,13% |

| Ano:               | 2023 | 2024   |
| ------------------ | ---- | ------ |
| Número de pessoas: | 781  | 779    |
| Diferença:         |      | -0,25% |